# ماسبول
ماسبول (به آلمانی: Maasbüll) یک شهر در آلمان است که در اشلسویگ-فلنسبورگ واقع شده‌است. ماسبول  ۷۲۲ نفر جمعیت دارد.